# Luftverkehr in Danzig
Der Luftverkehr in Danzig wird seit 1974 über den Lech-Wałęsa-Flughafen in Danzig (Gdańsk) abgewickelt. 1910 wurden in Danzig zwei Flugfelder eingerichtet. Der 1923 eröffnete erste internationale Flughafen konnte bis 1974 nahe der Danziger Stadtmitte weiterbetrieben werden. Daneben gab es in den 1920er Jahren zwei Wasserflugplätze für den Verkehr nach Schweden. 

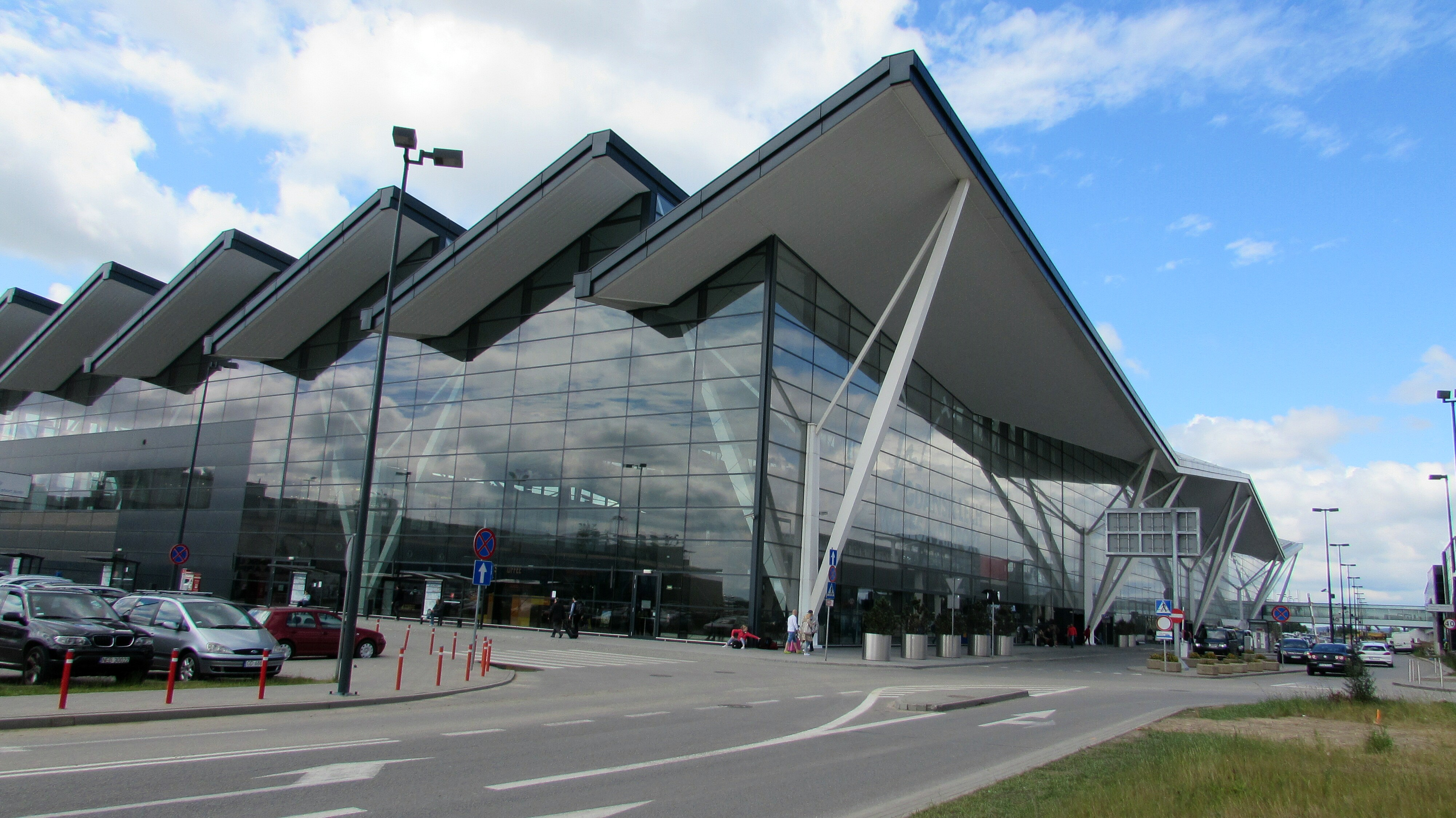
Lech-Wałęsa-Flughafen Danzig (2015)

## Geschichte 1910–1945

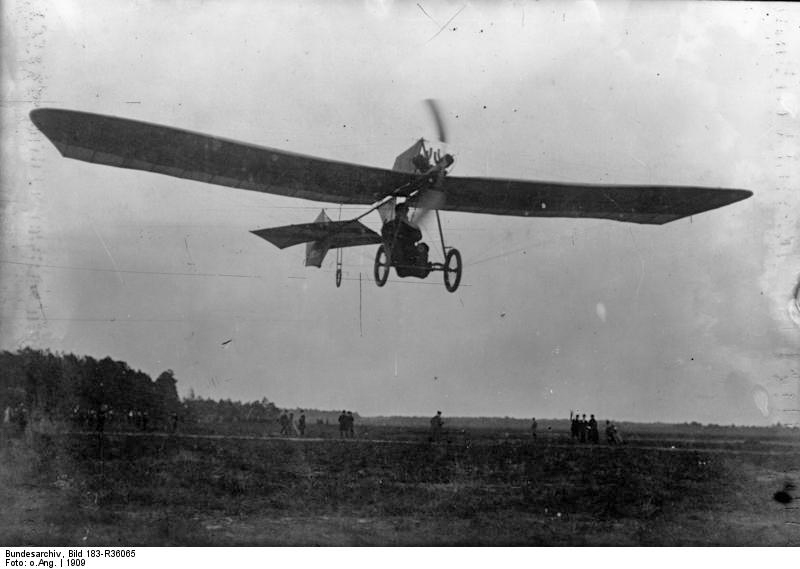
Hans Grade (1909)

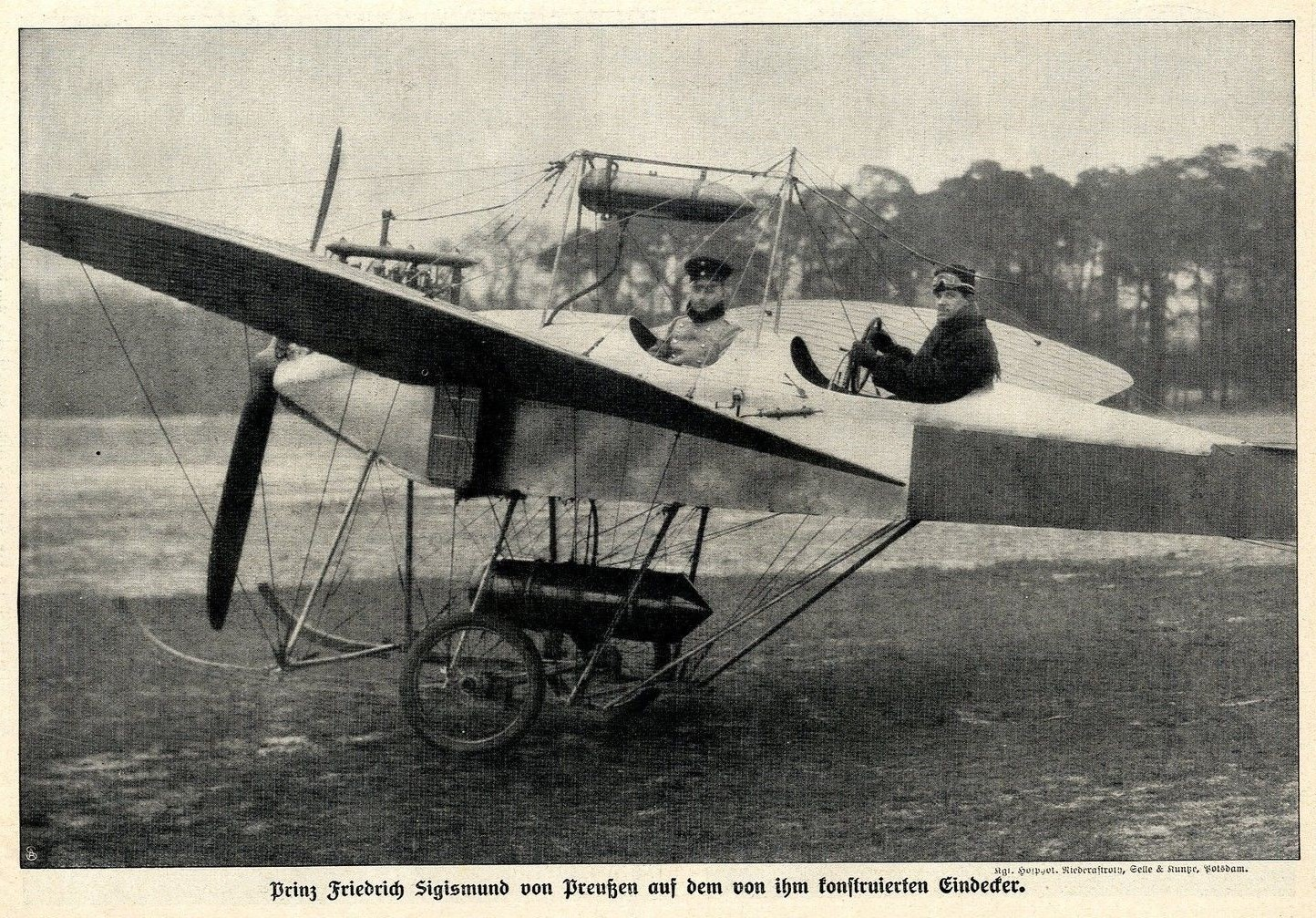
Friedrich Sigismund von Preußen (1913)

### Flugfeld auf dem Holm
Für die Danziger Fest- und Flugwoche wurde 1910 ein Flugfeld auf dem Holm eingerichtet, dieses wurde bis Juni 1913 für Flugbetrieb genutzt. Vom 11. bis 19. Juni 1910 fand die Flugwoche statt bei der Hans Grade seinen Eindecker und Emil Jeannin einen Doppeldecker vorführten. Die Bahn und eine Omnibuslinie sorgten im 15-Minuten-Takt für den Beförderung der Danziger zu diesem Ereignis. Von 1913 bis Ende des Ersten Weltkrieges diente die Anlage den deutschen Marinefliegern.

### Fliegerstation des Prinzen Friedrich Sigismund von Preußen
Ebenfalls 1910 ließ Friedrich Sigismund von Preußen (1891–1927), der bei den Danziger Husaren diente, ein Flugfeld auf dem großen Exerzierplatz im Danziger Vorort Langfuhr (heute Wrzeszcz) anlegen. Zu seiner „Fliegerstation“ gehörten zwei kleinere Flugzeughallen mit angeschlossenen Werkstätten für die Wartung des Fluggeräts. Benutzt wurde die Station auch für Zwischenlandungen von Militärmaschinen oder der Schütte-Lanz-Luftschiffe. Im Ersten Weltkrieg wurde die Anlage militärisch genutzt. Bedeutung erhielt sie erst 1917 mit der Einrichtung einer Marine-Fliegerschule, die einen weiteren Hangar errichtete.

### Flugplatz Langfuhr
Nach dem Weltkrieg fiel die Fliegerstation an die Stadt Danzig und 1922 endgültig an den Freistaat. Seit November 1919 bestand hier eine Polizeifliegerstaffel die Anfang 1920 drei Albatros C.XII und eine Fokker D.VII einsetzen konnte. Im Mai 1920 erteilte der Militärgouverneur Startverbot für die ehemaligen Militärmaschinen der Polizeiflieger, die alle Flugzeuge sechs Tage nach Proklamation der Freien Stadt Danzig (15. November 1920) an Polen übergeben mussten. Unter den abgegebenen Fluggeräten waren auch zweimotorige Friedrichshafen-Großflugzeuge G.IIIa, die 800 kg Bomben tragen konnten. 1919 und 1920 fand kein regelmäßig betriebener Luftverkehr statt.

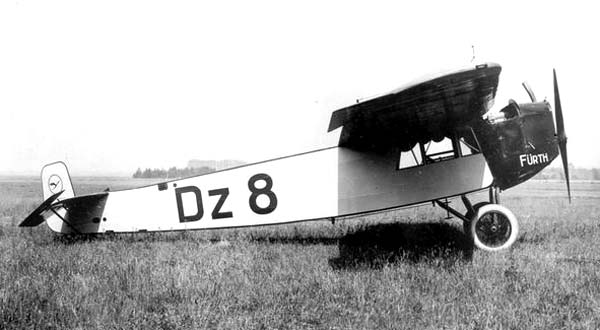
Fokker F.III der Danziger Luftreederei mit dem „Lufthansa-Kranich“ der DLR/DzLR am Leitwerk

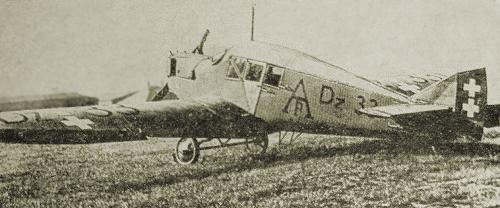
Junkers F 13 des Messe-Sonderdiensts 1922

Im Dezember 1920 eröffnete die Danziger Luftpost mit der Rumpler C.I ihren Betrieb. Zusammen mit der Lloyd Ostflug wurde am 1. März 1921 der Luftpostverkehr auf der Strecke Berlin – Schneidemühl – Danzig – Königsberg (Devau) eröffnet. Einen Monat später folgte der Passagierbetrieb mit der Junkers F 13. Die Deutsche Luft-Reederei (DLR) bediente mit der Danziger Luftreederei die Strecke Danzig – Königsberg (Devau) – Memel, die im Juli bis Riga und im September bis Reval verlängert wurde. Geflogen wurden die Fokker F.II und F.III. Daraufhin flog die Danziger Luftpost Riga über die litauische Hauptstadt Kowno an. Ein Sonderdienst zur Posener Messe begann am 29. Mai 1921, wurde aber am schon am 8. Juni durch die französische Militärmission und die polnische Regierung beendet. Polnischer Partner der Danziger Luftpost war dabei die Aero-Targ Poznań.
1922 wurde die Lloyd Ostflug durch den Lloyd Luftdienst/Danziger Lloyd Luftdienst abgelöst. Die Strecken wurden gemeinsam mit Junkers Luftverkehr und der Danziger Luftpost betrieben. Die Strecke Berlin–Danzig–Königsberg–Kowno–Riga hatte die höchste Fluggastzahl (1614 Passagiere) im deutschen Linienverkehr, die Linie Danzig–Königsberg–Memel–Riga der Luft-Reederei hatte die beste Flugzeugauslastung der deutschen Strecken.
Am 1. September 1922 nahmen die Polska Linja Lotnicza Aerolloyd, hinter der die Junkers Luftverkehr stand, mit der Danziger Luftpost den Verkehr nach Warschau auf. Etwa eine Woche später wurde auch Lwów (Lemberg) angeflogen, im Juli 1923 folgte die Anschlussstrecke nach Krakau. Der polnische Aerolloyd (ab Mai 1925 PLL Aerolot) erhielt seine 19 Ju F 13 über Danzig um die deutsche Beteiligung zu verschleiern. 1928 ging die PLL Aerolot in der staatlichen, heute noch bestehenden Fluggesellschaft Polskie Linie Lotnicze LOT auf. Die Strecke nach Warschau und Lemberg wurde ganzjährig bedient.

### Flughafen Danzig-Langfuhr
Da der Luftverkehr von und nach Danzig stetig zunahm und der Exerzierplatz in den Besitz des Danziger Freistaats kam, wurde der Flugplatz in nordwestlicher Richtung verlegt und zum Flughafen ausgebaut. Der neue Flughafen wurde am 17. Juni 1923 eröffnet und bis 1936 mehrfach erweitert. Er hatte 1923 eine Fläche von 25 Hektar. 1924 wurde eine große Flugzeughalle errichtet, 1925 eine Erweiterung mit Werftbetrieb angebaut. 1926 entstand eine unterirdische Betankungsanlage. 1928 wurde ein repräsentatives Abfertigungsgebäude errichtet, bis dahin hatte der Aero-Lloyd seine Passagiere in der Flugzeughalle abgefertigt. Weitere Hallen wurden erbaut und zuletzt der Flughafen auf einen Rollfeldkreis von 1000 Meter Durchmesser erweitert. Er erhielt zudem eine Blindlandebahn mit entsprechender Befeuerung und Navigationshilfen. Die Arbeiten wurden bis 1936 abgeschlossen. Nur eine Anrollstrecke von 270 Metern Länge war betoniert um Passagiere und Schaulustige vor Staubwolken beim Start zu schützen. Die Startbahnen mit 1020 und 966 Meter Länge bestanden aus Gras.
Der Flughafen verfügte über den Bahnhof Danzig-Flughafen an der Bahnstrecke von Danzig nach Zoppot, später Gdańsk-Lotnisko, heute Gdańsk-Zaspa. Neben den Danziger Fluggesellschaften und ihren deutschen Partnern, der polnischen LOT und ihren Vorgängern, wurde er auch durch die Deruluft (Deutsch-Russische Luftverkehrsgesellschaft) bedient. Doch der Königsberger Flughafen Devau verdrängte gegen Mitte der 1920er Jahre mehr und mehr Danzig aus der Rolle des wichtigsten Luftfahrt-Drehkreuzes im skandinavisch-baltischen Raum. Aus politischen Gründen stellte die LOT 1934 ihre Winterflüge ein und flog seit 1937 nur noch den Flugplatz Rumia (Rahmel) bei Gdynia an.
1926 fusionierten die deutschen Fluggesellschaften zur Deutschen Luft Hansa (DLH). Der Danziger Aero-Lloyd bestand noch formal weiter. Zur Gründung einer Danziger Luft Hansa kam es nicht mehr, da für das Deutsche Reich im Mai 1926 die „Pariser Vereinbarungen“ über den Luftverkehr in Kraft traten. Eine Zulassung deutscher Flugzeuge in der Danziger Luftfahrtrolle bot keine Vorteile mehr, die Danziger Fluggesellschaften wurden liquidiert. In Danzig waren in der Folge nur Flugzeuge für Schulung, Sport und Rundflüge zugelassen. 
Die Luft Hansa richtete 1926 eine Nachtlinie über Danzig nach Königsberg ein. In Devau startete frühmorgens die Deruluft-Maschine nach Moskau. Von Berlin war Moskau in 15 Stunden zu erreichen, Zwischenübernachtungen waren nicht mehr nötig. Bis zu ihrer Auflösung bediente die Deruluft auch die Strecke über Danzig nach Berlin. Eingesetzt wurden einmotorige Fokker F.III, Dornier Merkur und später dreimotorige Tupolew ANT-9. Seit Herbst 1929 wurden deutschen Flugzeugen erstmals Überflüge über polnisches Gebiet gestattet. Die Luft Hansa musste nicht mehr den polnischen Korridor über der Ostsee umfliegen.

### Wasserflugplatz Danzig-Plehnendorf
Da sich der Seesteg und ein Gelände am Zoppoter Südbad als ungeeignet erwiesen hatten, wurde auf der Toten Weichsel ein Wasserflugplatz für Flugziele in Skandinavien angelegt. Erste Erprobungsflüge führten im Mai 1925 über Stockholm nach Helsingfors. Die drei hochseefähigen Flugboote vom Typ Dornier Wal hatten eine italienische Zulassung und gehörten der schwedischen Tochter Nordiska Flygrederiet des Deutschen Aero-Lloyds (DAL). Am 5. Juni 1925 wurde die Verbindung nach Stockholm offiziell eröffnet, bis zur Einstellung des Betriebs am 30. September 1925 wurden bei 179 Flügen über die Ostsee 476 Passagiere befördert.

### Wasserflughafen Danzig-Östlich-Neufähr
Da starkes Interesse in Schweden an einer Verbindung nach Warschau bestand, wurde 1928 ein Wasserflughafen auf der Weichsel bei Östlich Neufähr (heute Górki Wschodnie) angelegt. Das neu erbaute Abfertigungsgebäude diente später unter anderem als Landfrauenschule und heute der Universität Danzig als vogelkundliche Forschungsstation. Im Linienverkehr wurde nur eine Linie nach Kalmar von der Deutschen Luft Hansa im Jahr 1928 bedient. Im Juli 1932 machte hier die Dornier Do X bei ihrem Deutschlandflug für eine Woche fest.

### Strecken des Danziger Luftverkehrs

#### Fluggesellschaften in Danzig
- Danziger Luftpost (1920–1925)
- Danziger Luftreederei (1921–1922) / Danziger Aero-Lloyd (1923–1926)
- Danziger Lloyd Luftdienst (1922) / Danziger Aero-Lloyd (1923–1926)
- Deutsche Luft-Reederei (DLR; 1921–1922)
- Lloyd Ostflug (1921) / Lloyd Luftdienst (1922) / Deutscher Aero-Lloyd (DAL; 1923–1925)
- Junkers Luftverkehr (1922–1925)
- Luftverkehr Pommern (1925)
- Deutsche Luft Hansa (DLH; 1926–1945)
- PLL Aerolloyd (1922–1925) / PLL Aerolot (1925–1927)
- PLL LOT (1928–1937)
- Deruflug (1925–1936)
- Aero O/Y (1938–1939)

1921
- Berlin – Schneidemühl – Danzig – Königsberg (Lloyd Ostflug/Danziger Luftpost)
  - ab Juli bis Kowno und Riga
- Danzig – Königsberg – Memel (DLR/Danziger Luftreederei)
  - ab Juli bis Riga, ab September bis Reval
- Danzig – Poznań – Warszawa (Messe-Sonderdienst)

Winterpause ab 1. November
1922 (Mai–September)
- Berlin – Stettin – Danzig
- Hamburg – Stettin – Danzig
- Danzig – Königsberg – Kowno – Riga (Lloyd Luftdienst und Junkers)
- Danzig – Königsberg – Memel – Riga – Reval (DLR/Danziger Luftreederei)
- Danzig – Warszawa – Lwów (PLL Aerolloyd/Danziger Luftpost)

1923–1925
- Berlin – Danzig – Königsberg (DAL/Danziger Aero-Lloyd und Junkers/Danziger Luftpost)
- Königsberg – Memel – Riga – Reval (Junkers)
- Danzig – Warschau (–Kraków) – Lwów (PLL Aerolloyd; ganzjährig)
- Danzig – Marienburg (Danziger Aero-Lloyd, ab Juni 1924)
- Hamburg – Stettin – Danzig (Luftverkehr Pommern, Stettin mit LFG V 130 Strela Land, 1925)
- Berlin – Danzig – Königsberg – Moskau (DAL/Deruluft)
- Danzig-Plehnendorf – Stockholm (DAL/Nordiska Flygrederiet; 1925)

1926–1929
- Berlin – Danzig – Königsberg – Memel (DLH)
- Berlin – Danzig – Königsberg (DLH Nachtstrecke) Königsberg – Kowno – Moskau (DLH mit Deruluft)
- Danzig – Marienburg – Elbing – Allenstein (DLH)
- Stettin – Stolp – Danzig (DLH)
- Danzig-Östlich-Neufähr – Kalmar (DLH Flugbootlinie; nur 1928)
- Danzig – Warschau – Lwów (PLL Aerolot; 1929 PLL LOT)
- Danzig – Bydgoszcz – Poznań (LOT; 1929–1930)

1930–1936
- Berlin – Danzig – Königsberg (DLH)
- Danzig – Warschau – Lwów (LOT)
- Danzig – Bydgoszcz – Poznań (LOT, 1931 eingestellt)
- Danzig – Warschau – Lwów – Galați – Bukarest – Sofia – Saloniki (LOT; ab 1931)
  - ab 1934 Einführung einer Winterpause
- Berlin – Danzig – Königsberg (Reichsbahn-Frachtstrecke; Frachtflugzeuge Dornier Do F; ab 1936)

1937
- Berlin – Danzig – Königsberg – Kaunas – Riga – Tallinn – Helsingfors (DLH; ab 1938 ohne Landung in Danzig)
- Berlin – Danzig – Königsberg (Reichsbahn-Frachtstrecke)

1938–1939
- Berlin – Danzig – Königsberg (DLH)
- Berlin – Danzig – Königsberg (DLH, Post- und Frachtstrecke)
- Berlin – Danzig – Königsberg (Reichsbahn-Frachtstrecke)
- Berlin – Danzig – Helsingfors (Aero O/Y und DLH; 1939)
- Hamburg – Stettin – Danzig (DLH, 1939)

### Zweiter Weltkrieg
Der Überfall auf Polen bedeutete eine Schließung des zivilen Luftverkehrs. Am 21. September 1939 wurde Danzig wieder vom Ausweichflugplatz Rangsdorf bei Berlin angeflogen. Die kommerziellen Flüge der Lufthansa wurden erst Anfang 1945 eingestellt.
Bei Kriegsausbruch wurden in Danzig-Langfuhr Stukas der Trägergruppe 186 stationiert. Diese bombardierten Schiffe der polnischen Marine und die Westerplatte. Der Platz beherbergte dann die Flugzeugführerschule A/B 6 und später die FFS A/B 52. Sie musste im Januar 1945 Platz für Kampfeinheiten machten. Dazu gehörten Teile von Fliegerziel- und Nachtjagdgeschwadern, eine Minensuchstaffel, Nahaufklärer und die IV. Gruppe des Jagdgeschwaders 51 (JG 51). Ende März 1945 wurde Danzig von der Roten Armee im Zuge der Schlacht um Ostpommern eingeschlossen und erobert. Das Jagdgeschwader 51 verlegte am 20. März nach Anklam. Zehn Tage später war der Flughafen Danzig in russischer Hand. Durch die Kampfhandlungen hatte er Schäden erlitten, aber er konnte am 18. April 1945 für eine Ringlinie Warschau–Allenstein–Danzig–Bydgoszcz–Warschau wiedereröffnet werden. Zivilisten konnte diese mit Sonderausweisen benutzen.
Die I. Gruppe des JG 51 hatte im April 1945 ihren Einsatzort auf dem Feldflugplatz Junkertroylhof bei Danzig. Am 23. April 1945 hatte die Gruppe keine einsatzfähigen Maschinen mehr.

## Geschichte 1945–1974

### Flughafen Gdańsk-Zaspa
Nach dem Zweiten Weltkrieg wurde am 20. Februar 1946 die erste Linienverbindung nach Warschau eingerichtet. Der Flughafen erhielt zwei Start- und Landebahnen aus Beton: 03/21 mit 1800  × 80 Meter und 10/28 mit 400 × 40 Meter. Der Flughafen erhielt den neuen Namen Flughafen Gdańsk-Zaspa, Namensgeber war das Dorf Zaspa (deutsch  Saspe ). Am 21. April 1947 wurde der Platz offiziell eröffnet, neben Direktverbindungen nach Bydgoszcz, Katowice, Kraków, Łódź, Rzeszów, Szczecin und Wrocław waren Kopenhagen, Stockholm, Ost-Berlin, Budapest, Warna und Burgas die wichtigsten Flugziele. Von 1953 bis 1957 war das 30. Regiment der Marineflieger in Zaspa stationiert.

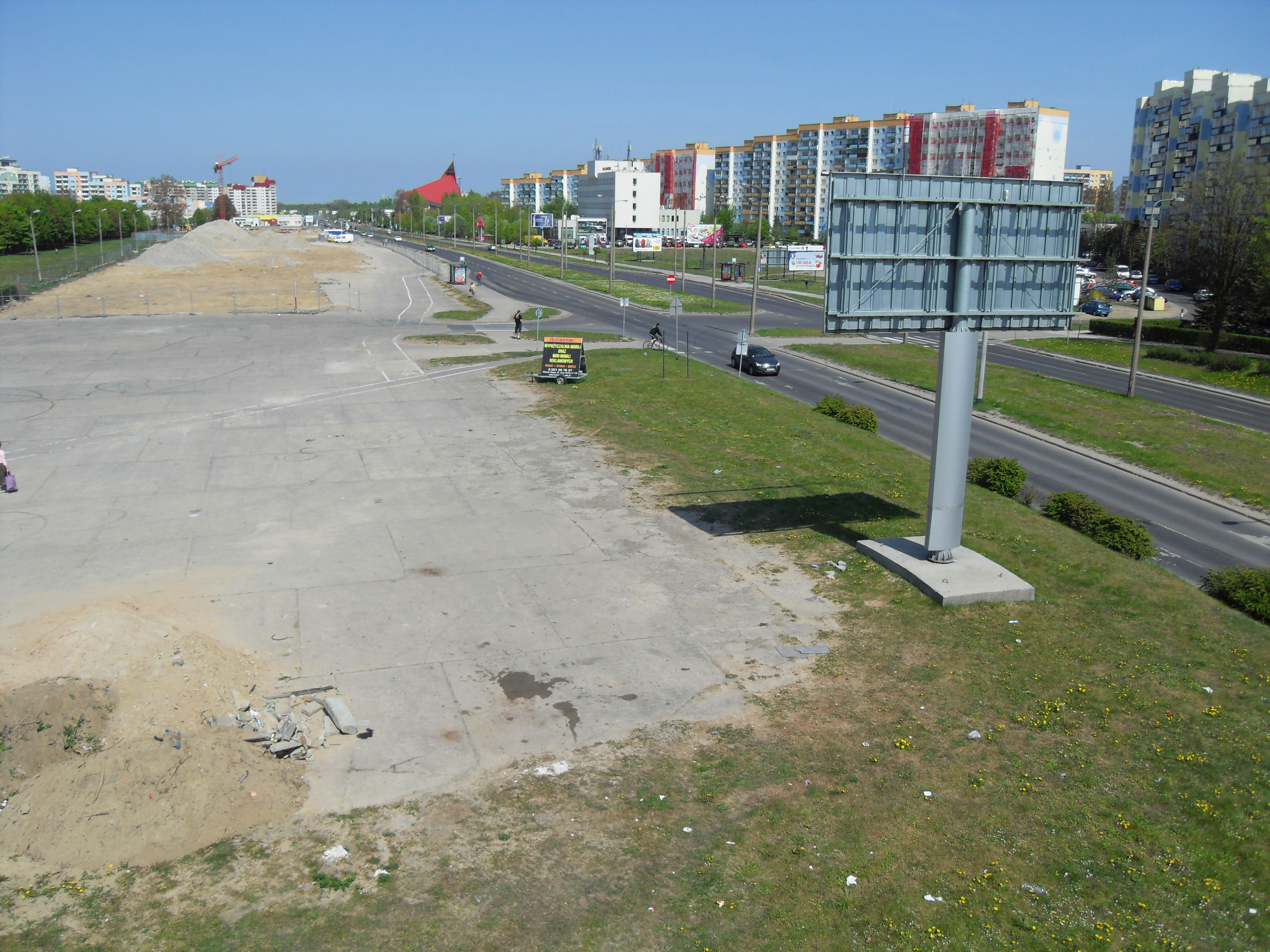
Nordteil der ehemaligen Startbahn in Zaspa (2011)

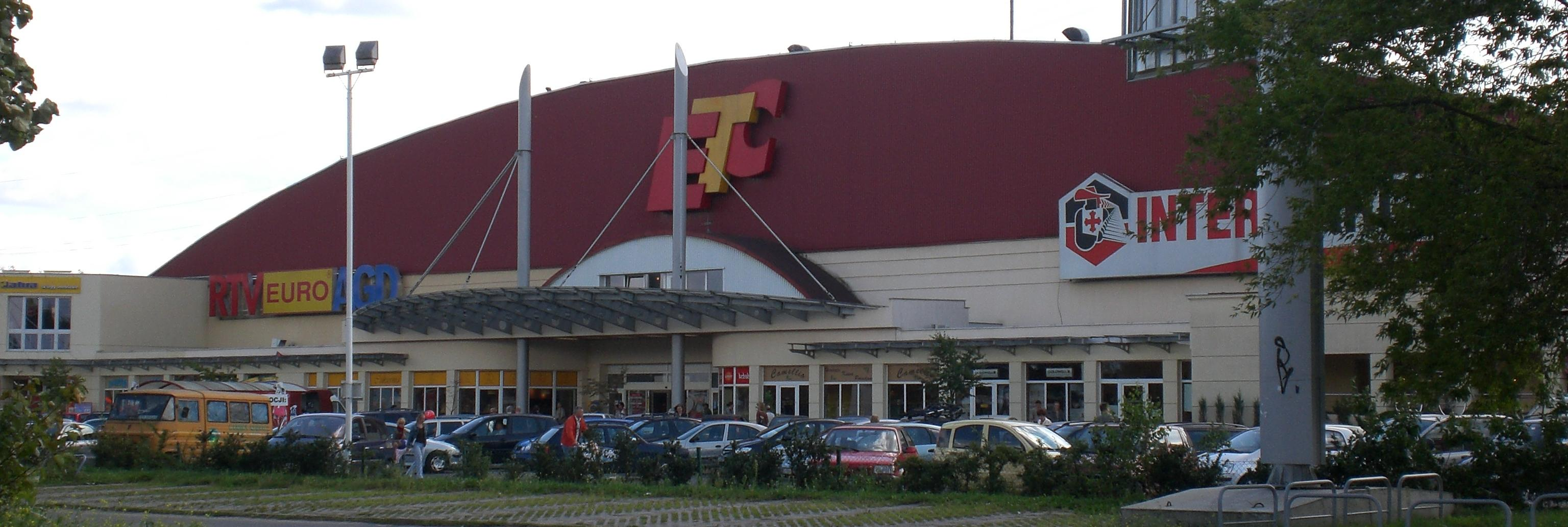
Einkaufszentrum im ehemaligen Hangar

Der Flughafen und die Landebahnen konnten noch etwas erweitert werden, aber die innerstädtische Lage machte den weiteren Ausbau für Düsenflugzeuge unmöglich. Als Alternativen zu einem Neubau bei Rębiechowo waren die Militärplätze in Rumia und Pruszcz Gdański im Gespräch. Im August 1971 entschied die Regierung für Rębiechowo, am 30. März 1974 wurde Gdańsk-Zaspa geschlossen und am 2. Mai 1974 nahm der Flughafen Gdańsk-Rębiechowo seinen Betrieb auf. 
Der Platz in Gdańsk-Zaspa wurde mit den beiden Zasper Wohnsiedlungen Zaspa-Młyniec und Zaspa-Rozstaje überbaut. Eine Halle des Vorkriegsplatzes wird durch die Danziger Brauerei genutzt, während zwei weitere Hallen 2006 abgerissen wurden, konnte in der größten Flugzeughalle 1994 ein Einkaufszentrum mit 12.000 m² Fläche eröffnet werden. Der nördliche Teil der ehemaligen Startbahn ist heute noch vorhanden.

## Lech-Wałęsa-Flughafen Danzig
Der Flughafen Gdańsk-Rębiechowo ist heute mit 4.611.714 Passagieren (2017) der drittgrößte Flughafen Polens. Er wurde 2003 nach dem ehemaligen Solidarność-Führer und Präsidenten Lech Wałęsa benannt. Am 30. August 1978 wurde hier eine Tupolew nach West-Berlin entführt.

## Allgemeine Luftfahrt
Als Plätze der nichtkommerzielle Zivilluftfahrt (General Aviation) für die Dreistadt-Region (Trójmiasto Gdańsk-Gdynia-Sopot) dienen heute die ehemaligen Militärplätze in Rumia und Pruszcz Gdański.